# ACTP
Die Association for the Conservation of Threatened Parrots e. V. (ACTP) ist eine deutsche Nichtregierungsorganisation (NGO), die sich nach eigenen Angaben für Artenschutz von Papageien einsetzt. 2018 wurde die 2006 gegründete ACTP international wegen umstrittener Importe hochbedrohter Papageien Gegenstand der Medienberichterstattung und Objekt von Kritik australischer und dominikanischer Politiker sowie von Artenschützern.

## Gründung, Ziele & Standorte

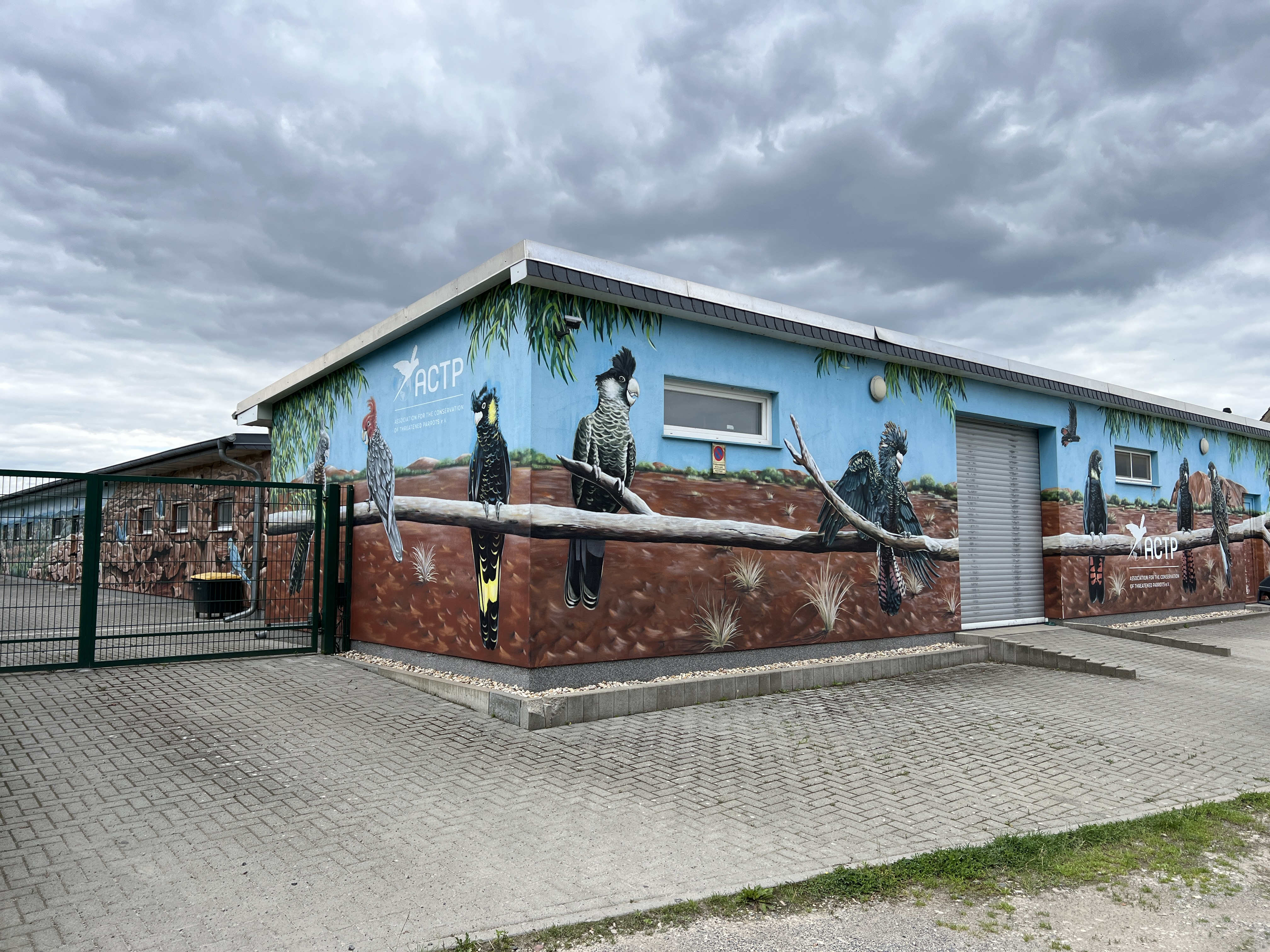
Zuchtstätte in Tasdorf

Gründer und „Mann hinter der ACTP“ ist seit 2006 der nahe Berlin lebende Privatmann Martin Guth. Er hatte bereits ein gutes Verhältnis zu Irina Sprotte, der für CITES-Genehmigungen zuständigen deutschen Beamtin, die später zu einer Beraterin von ACTP wurde und zuvor beim Bundesamt für Naturschutz angestellt war. Sobald Vögel in Deutschland waren, konnten sie sie frei in andere Länder der Europäischen Union bringen. Nach eigenen Angaben führt ACTP weltweit mit Partnern vor Ort Projekte zur Rettung bedrohter Papageien und deren Lebensräume durch. Dazu gehören sowohl In-situ- als auch Ex-situ-Maßnahmen.
Kritiker der ACTP sehen ihre Hauptaktivität in der Zucht und dem Handel von lebenden Papageien von Deutschland aus, was unter dem Deckmantel eines Aufbaus von „Sicherheitspopulationen“ zum Überleben der Art betrieben werde.
Die ACTP betreibt nach eigenen Angaben (Stand 2017) an mehreren Standorten in Deutschland Papageienhaltung: eine Zuchtstätte im brandenburgischen Tasdorf, ein Quarantänezentrum in Schöneiche bei Berlin und eine Winterstation im nordrhein-westfälischen Weeze, außerdem eine Tierklinik im baden-württembergischen Achern. Der Verein sitzt seit 2018 in Hannover.

## Geldgeber und Transparenz
Geldgeber, laut eigenen Angaben, sind zum Beispiel Deli Nature und Knutis Shop, zwei Futtermittelproduzenten, sowie der Zoo Pairi Daiza. Auf der Webseite wird ebenso die ZGAP wird gelistet wie Instituto Chico Mendes de Conservação da Biodiversidade als Kooperationspartner genannt. Exakte Auflistungen wer wie viel Geld gibt und ob es weitere Geldgeber gibt, werden nicht veröffentlicht. Es gibt auch keine Angaben im Rahmen der Initiative Transparente Zivilgesellschaft. Der Zoologe Paul Reillo, Gründer und Präsident der Rare Species Conservatory Foundation und Direktor des Tropical Conservation Institute in den USA kritisiert das und fragte bereits in den Medien: „Woher kommt das Geld der ACTP? Es muss klar sein, wer ihre Spender sind, wie ihr Geld investiert wird, und es ist wichtig, dass ein vollständiges Inventar ihrer Vögel zur Verfügung gestellt wird – mit Auflistung von Geschlecht, Alter, Anzahl der Geburten und Todesfälle sowie der Ein- und Ausfuhrverfahren.“ Dieser Forderung kam der Verein bislang nicht nach.
In die Ausführungen und aufgebrachten Fragen Reillos stimmten auch Menschen vor Ort in Brasilien ein. Gegenüber Mongabay äußerte sich zudem ein brasilianischer Biologe, der es vorzog, dass sein Name nicht genannt wurde, der aber in die staatlichen Prozesse involviert war. „Es ist gewagt, diesen Deutschen in Brasilien zu haben“, sagte der Biologe unter der Bedingung der Anonymität. „Er hat nur Tiere, die in Deutschland extrem selten sind, die auf dem Schwarzmarkt ein Vermögen kosten. Über Guth will keiner reden, weil alle Angst vor ihm haben.“ ACTP konterte dies mit dem argumentativen Aufbau einer Neiddebatte. Das brasilianische Umweltministerium schwieg.

## Beteiligung am Spixara-Projekt
Bis in die 1980er- und 1990er-Jahre wurden Spixaras für den internationalen Vogelhandel bis an die Ausrottung gewildert. Pro Vogel wurden bis 80.000 Dollar erzielt. Auch die letzte Freilandbrut 1987 wurde gewildert. Die einzige Hoffnung auf Überleben der Art bot ein Zuchtprogramm in Gefangenschaft. Brasilien besaß hierzu aber keinen eigenen Bestand. Die brasilianische Regierung, beraten vom Instituto Brasileiro do Meio Ambiente e dos Recursos Naturais Renováveis (IBAMA) und seit 1989 ein permanenter Ausschusses für die Rettung des Spixaras (CPRAA), boten daher 1990 Spixara-Haltern, die sich am Zuchtprogramm beteiligen wollten, eine Amnestie an und verzichtete im Gegenzug auf die Beschlagnahme im Ausland. Der Handel mit der Art wurde unter allen Umständen ausgeschlossen. Mitte der 1990er-Jahre besaß der Schweizer Roland Messer mehrere Spixaras, wobei es zu zweifelhaften Transaktionen kam. Ende 2008 soll Messer laut Medienberichten in Brasilien für einen Tag festgenommen worden sein, da er in einer speziellen Weste zehn Papageieneier mitgeführt habe – offenbar bestimmt für den Schmuggel ins Ausland.
Bis 2001 wurde der letzte freilebende Spixara, ein Einzelvogel beobachtet, nach seinem Verschwinden gilt die Art im Freiland als erloschen. 2005 waren die Besitzverhältnisse an Spixaras unklar. Messer verkaufte Spix Aras sowohl an Martin Guth als auch eine größere Zahl Vögel an die Al Wabra Wildlife Preservation (AWWP) in Katar, wobei für die Zeit danach unklar ist, wie viele Vögel Guth besaß. 2005 genehmigte das BfN Guth den Import von 3 Spixara. 2009 verfügte die ACTP nur über zwei Spixaras, beides Weibchen. In der Folge kam es zum Tausch bzw. Weitergabe Richtung ACTP. 2011 lebten bei der ACTP 7 Spixaras. 2011 schlüpften in der ACTP zwei Jungtiere. Im Jahr 2015 gelang bei mehreren Teilnehmern des Zuchtprojektes die Nachzucht von insgesamt 20 Jungtieren, 2016 vermeldet Katar mindestens 17 Jungvögel. Die ACTP erbrütete zwei Jungtiere, zwei Jungtiere wurden Brasilien übergeben. Die Halter haben sich 2016 verpflichtet für fünf Jahre jeweils 70 Prozent ihrer Nachzuchten nach Brasilien abzugeben. Am 12. Juli 2016 gehörte die ACTP neben AWWP, den Betreibern der Facenda Cachoeira in Brasilien sowie der Verein Parrots International zu den Unterzeichnern eines Vertrages mit dem Staat Brasilien, der die Zusammenarbeit „für die nächsten zehn Jahre konkret vereinbart und finanziell sicherstellen soll.“ 2018 wurde, vier Jahre nach dem plötzlichen Tod des AWWP-Gründers, deren Tierbestand aufgelöst. Unter anderem wurden eine größere Zahl Spixaras zur ACTP überführt. Nach Angaben der ACTP sahen sich die Erben gezwungen 120 Spixaras außer Landes zu bringen. Vier Spix Aras wurden 2018 von der ACTP an den belgischen Privatzoo Pairi Daiza weitergegeben, der die Aktivitäten der ACTP auf Dominica mindestens teilfinanziert.
Bezüglich eines geplanten Auswilderungsprojekts, zu dessen Zweck Spixaras von ACTP nach Brasilien transportiert wurden, äußerten Experten in Brasilien deutlich Besorgnis. Die Hälfte der Spixaras, die von ACTP nach Brasilien gebracht worden waren, sei positiv auf Mykoplasmen getestet worden. Ebenso wurden ernsthafte Bedenken in Bezug auf die genetische Diversität der Gruppe geäußert. Die Einhaltung der Quarantäne-Vorschriften wurde ebenfalls bezweifelt. Darüber hinaus bemängelten die Experten, dass die Tiere, sowie auch das für das Projekt gebaute Zentrum, anders als üblich, nicht im Besitz des Brasilianischen Staates wären, sondern dem Verein ACTP gehörten. Zu den Projektpartnern der ACTP beim Spix Ara gehört auch die ZGAP.
Im Rahmen der Zusammenarbeit mit Brasilien gelangte die ACTP auch an eine weitere in Brasilien endemische Papageienart und züchtet Leararas. Beide Arten waren auch Thema eines Dokuments, das unter anderem verschiedene Umweltschutzorganisationen unterzeichneten und das primär an Astrid Schomaker, Direktorin für Strategie bei der Generaldirektion Umwelt der Europäischen Kommission, gerichtet war. Dabei ging es um den kommerziellen Charakter von Einrichtungen und Transaktionen im Zusammenhang mit diesen äußerst seltenen Arten, die wohl nur angeblich Schutzzwecken dienen. „Die deutsche Zuchtstation“, wie ACTP im Papier bezeichnet wird, hätte „offenbar erhebliche Geldbeträge für die Übertragung von in Gefangenschaft gezüchteten Vögeln an Privatpersonen und Zoos erhalten“. Während die deutschen Behörden dies als zulässig erachteten, weisen die unterzeichnende Organisationen hin, dass dies weder im Einklang mit CITES, noch den EU-Richtlinien stünde. Spixaras mit CITES-Papieren seien daher bereits im Dezember 2022 auf privaten Händlerforen in Indien zum Verkauf angeboten. Auch Lear-Aras stünden dort zu Verkauf, obgleich es keine legale Einfuhr der Tiere zuvor gegeben habe. Damit war für die Autoren des Dokuments klar, dass ACTP „in den Handel mit Spix- und Lear-Aras verwickelt“ sei.
Darüber hinaus wird im Dokument die dubiose Herkunft der Gründerpopulation der Tiere im Besitz des ACTP kritisiert. Von den 137 Spixara-Exemplaren, die zwischen 2005 und 2021 überwiegend aus Katar nach Deutschland importiert wurden, stammten nur 2 Exemplare legal aus Brasilien. Für alle anderen sei der legale Erwerb höchst fraglich. Die Unterzeichner des Dokument geben zu bedenken, dass der EU-Markt aktuell die Möglichkeit bietet, illegal erworbene Exemplare zu „legitimieren“, weil eine Rückverfolgung des Zuchtbestand kommerziell gehandelter Exemplare bis zur Quelle gar nicht verpflichtend sei. Sie fordern die EU dringend auf, sicherzustellen, dass der Gründerbestand jeder registrierten Population auf eine legale Quelle zurückgeführt werden kann.
Im Juli 2024 entschied sich die Brasilianische Regierung die Kooperation mit dem ACTP nicht weiter fortzuführen. ICMBio, Brasiliens Bundesbehörde für die Verwaltung der Artenvielfalt, behauptete, dass die ACTP kommerzielle Geschäfte mit Spix-Aras getätigt habe, indem sie einige davon an einen privaten Zoo in Indien übergab. Zwanzig Organisationen, darunter der World Parrot Trust, unterzeichneten einen Brief, in dem sie diese Tat und die Übergabe weiterer 50 Spix-Aras durch den ACTP an Einrichtungen in Belgien, Dänemark und der Slowakei sowie die ihrer Meinung nach mangelhafte Umsetzung der Vorschriften für den Wildtierhandel durch die Europäische Union verurteilten. Obwohl die deutschen Behörden die Transaktion als nicht kommerziell einstuften, erhielt die deutsche Zuchteinrichtung, laut dem Brief, offenbar erhebliche Geldsummen für die Übergabe von in Gefangenschaft gezüchteten Vögeln an Privatpersonen und Zoos. ICMBio erklärte gegenüber Mongabay, Brasilien sei „entschieden gegen den Handel mit dieser Art, selbst wenn die Finanzierung von Artenschutzmaßnahmen als Begründung dient. Der Handel mit Spix-Aras schadet dem Artenschutz und begünstigt private Interessen zum Nachteil des Gemeinwohls.“
Laut SZ wurden dutzende Spix-Aras an andere Halter in Europa gegeben. Zum Teil wurden sie mit Genehmigung der zuständigen deutschen Behörden für fünfstellige Summen verkauft. Von Beginn an hatte das ACTP durch Martin Guth über Irina Sprotte, die erst für solche Genehmigung selbst zuständig war und später als Beraterin beim Verein sowie beim beendeten, kooperativen Auswilderungsprojekt arbeitete, entsprechende Verbindungen zu den Behörden.

## Halmahera
2008 meldete die Loro Parque Fundación (LPF), dass die ACTP neben der ZGAP Projektpartner auf Halmahera sei. Auf der Webseite der ACTP findet sich die Meldung ebenfalls, mit einem bereits gezahlten Betrag von 50.000 €, wobei der Anteil der ACTP nicht ausgewiesen ist. Diese Beteiligung findet sich nur noch in einer Archivversion der ACTP-Webseite. In einem 2016 erschienenen Projektbericht über den Halmahera-Königssittich fehlt jeder Hinweis auf die ACTP.

## Karibik

### St. Vincent

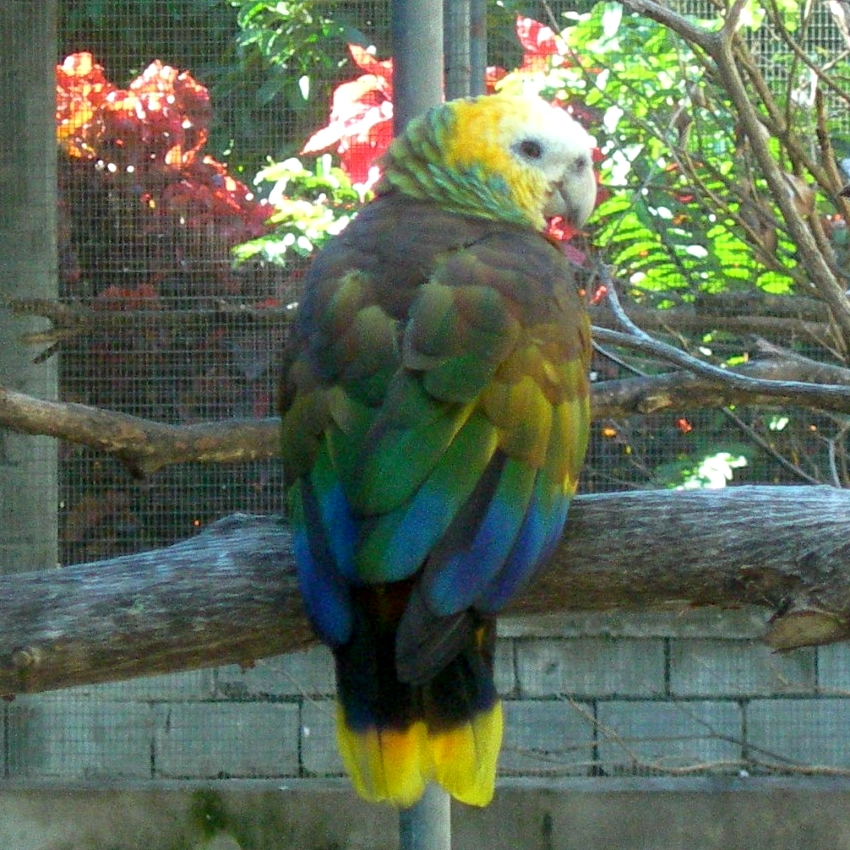
Königsamazone (Amazona guildingii) im Botanischen Garten von Kingstown (Saint Vincent)

Auf St, Vincent lebt die dort endemische Königsamazone (Amazona guildingii). Im Jahre 2006 befand sich die größte Privatkollektion der Art, die mindestens 30 Tiere umfasste, in Florida. Martin Guth hatte zu Beginn des Jahres mit Claus Utoft ACTP gegründet. Sie kauften im Herbst dieses Jahres die Kollektion dem schon in die Jahre gekommenen Hellseher Ramon Noegel ab. Am 17. Oktober 2006 registrierte Guth ACTP als gemeinnützig in Florida. Am nächsten Tag listete er sechs St. Vincents auf parrot4sale.com unter der E-Mail-Adresse spixdeutschland@aol.com auf. Allerdings sollten die Vögel langfristig nach Deutschland, was Verwunderung bei den Behörden auslöste, da in Florida für die Zucht der Tiere das Klima besser geeigneter war, weshalb das Gesuch auch abgelehnt wurde. Obwohl ACTP und St. Vincent 2006 eine Partnerschaft zum Schutz von Papageien eingegangen waren, benötigte Guth eine Zuchtvereinbarung, um den Export der Vögel besser begründen zu können. Er spendete dem Landwirtschaftsministerium Hühner, Dünger und Bananenpflanzen. Er kündigte auch seine Absicht an, ein 406.000 US-Dollar teures Naturschutz- und Bildungszentrum zu errichten, berichteten lokale Medien. St. Vincent unterzeichnete das Zuchtabkommen trotz der Bedenken der Forstbeamten, und 16 Papageien wurden nach Deutschland verschifft, in der Erwartung, dass sie mit den Florida-Vögeln gezüchtet werden.
Gemäß der eigenen Darstellung auf der Webseite, betreibt die ACTP ein Projekt in dem auch Geld und Sachspenden enthalten sind. Im August 2014 bestätigte die Regierung von St. Vincent, dass ein Vertrag mit der ACTP bestünde. Es sei aber falsch, dass es im Gegenzug für Geld und Sachmittel – beispielsweise drei Jeeps – gehörten und es geplant sei Amazonen nach Deutschland zu exportieren. Die Opposition hatte der Regierung eine solche Absprache unterstellt. Eine Information der ACTP von 2015 zeigt drei Jeeps, die für St. Vincent und die Grenaginen bestimmt sind. Auch von dieser Art sind Tiere im Besitz der ACTP.

### St. Lucia
Auf St. Lucia leben die endemische Saint-Lucia-Amazonen (Amazona versicolor) leben. Lange vor der Gründung der ACTP begannen erste Schutzmaßnahmen, an denen sich auch internationale Naturschutzorganisationen beteiligten. Seit 1979 ist die Art der Nationalvogel. 2009 stellten sich die ACTP auf St. Lucia als Geschäftsleute, nicht als Naturschützer beim Forstministerium vor. Der Forstbeamte warnte vor einem Vertrag mit der ACTP. Im Jahr 2009 spendete ACTP Geländewagen an die Forstverwaltung von Saint Lucia. Seit Januar 2010 besteht ein Zuchtleihvertrag für die Saint-Lucia-Amazone zwischen der ACTP und der Regierung von St. Lucia, in dessen Rahmen der Jersey Zoo seine fünf Papageien an ACTP senden musste. 2018 finanzierte die ACTP nach eigenen Angaben dort ein Naturerlebnis-Center. Im Zoo auf St. Lucia lebende Amazonen wurden im Januar 2018 von dem ACTP-Tierarzt Marcellus Bürkle untersucht. Die ACTP hält eine öffentlich nicht bekannte Zahl dieser Amazonen.

### Dominica

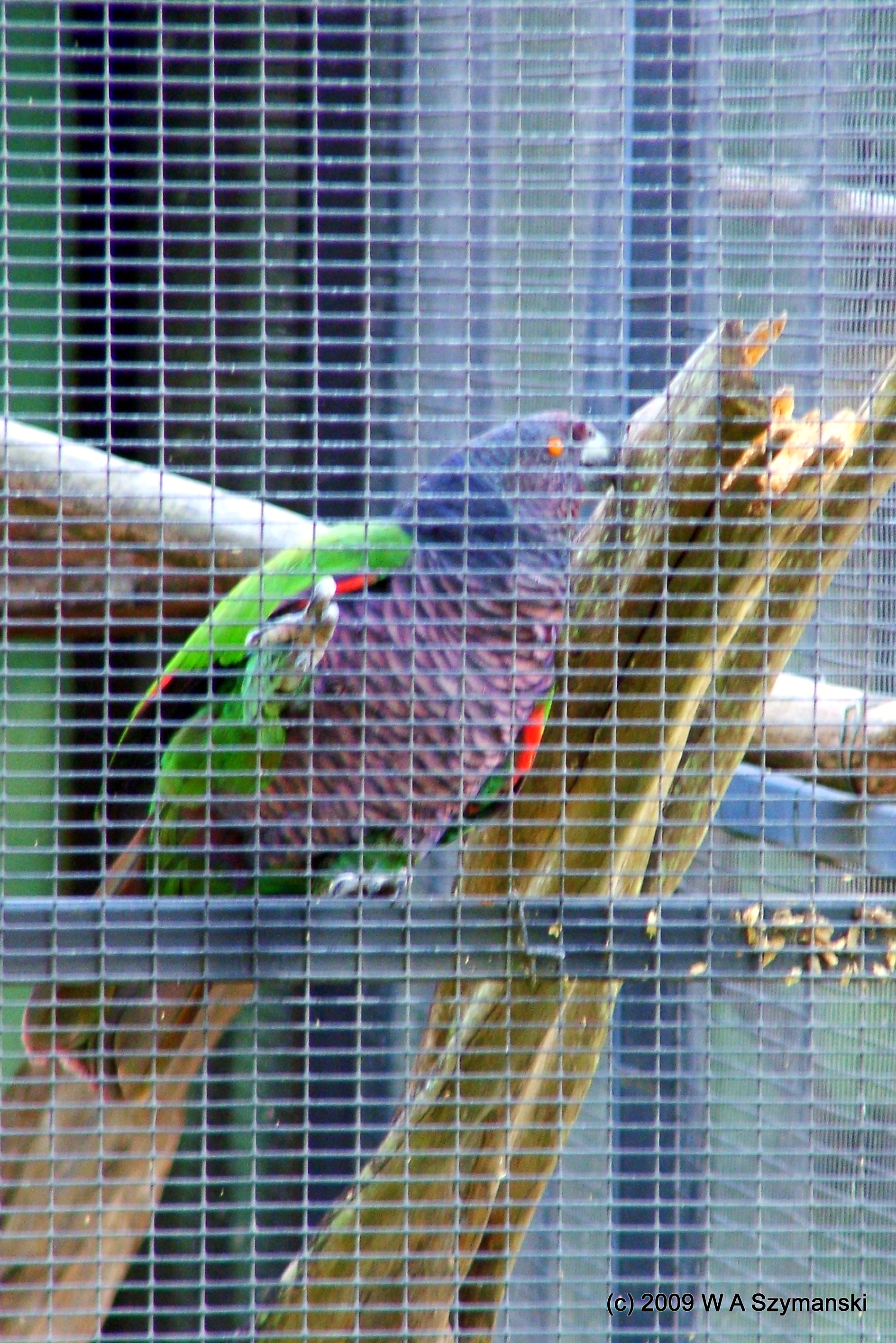
Kaiseramazone im Parrot Conservation and Research Centre Botanical Gardens, Roseau, Dominica (2004). Anlage aus der die Tiere der ACTP stammen

Auf der karibischen Insel Dominica leben zwei endemische Papageienarten: die Kaiseramazone (Amazona imperialis), die auch das Wappentier der Insel ist und die Blaukopfamazone (Amazona arausiaca).
Für beide Papageien existierten seit Jahrzehnten Schutzprogramme für die die Rare Species Conservatory Foundation (RSCF) mit lokalen Behörden und Naturschützern zusammenarbeitete und die ZGAP (1989, 1990, 1993 sowie 2017) informierte bzw. finanziell unterstützt. Die RSCF und ihren lokalen Partnern gelang auch die Welterstzucht einer Kaiseramazone.
Am 18. bzw. 19. September 2017 verwüstete der Hurrikan Maria Dominica. Dabei wurden auch die Lebensräume der Amazonenarten schwer getroffen. Schon 1979 hatte ein Hurrikan Dominica zu erheblichen Verlusten auch bei den Amazonen geführt. Vermutlich hatten 1979 nur 70 Amazonen überlebt. Bis 2017 hatten sich die Bestände laut BirdLife International auf maximal 350 Kaiser- und 1000 Blaukopfamazonen erholt. 2018 besuchten Vertreter der ACTP darunter der Tierarzt Marcellus Bürkle sowie dessen Lebensgefährtin und Rene Wüst, alle 3 zugleich Funktionäre der ZGAP, die Insel und überführten den Gesamtbestand an Amazonen, der in Volieren im botanischen Garten der Hauptstadt lebte (zwei Kaiseramazonen und zehn Blaukopfamazonen). Die Papageien wurden an einem Samstagmorgen ohne Information der Bevölkerung aus den Volieren geholt. Der Transport erfolgte am 17. März 2018 mit einem privaten Charterflugzeug über St. Lucia nach Deutschland.
Dies führte zu nationalen und internationalen Protesten. Die RSCF distanzierte sich scharf. Die Naturschutzorganisation BirdsCaribbean kritisierte den Export und wünschte die Rückkehr der Amazonen. Sie erklärte, dass die ACTP behauptet habe Notfallhilfe zu leisten, aber für alle überraschend den Export betrieb. Für ein Zuchtprogramm seien zwei Kaiseramazonen eine viel zu geringe Zahl. Ein darauf bauendes Programm wissenschaftlich zweifelhaft und der Schutz der Art solle auf der Insel durch Einheimische erfolgen. BirdsCaribbean bezweifelte auch die Legalität der Aktion. Neben BirdsCaribbean und RSCF unterzeichneten auch American Bird Conservancy, City Parrots, Defenders of Wildlife, Durrell Wildlife Conservation Trust, Echo Bonaire, der NABU, Pro Wildlife sowie Species Survival Network einen offenen Brief gegen diese Aktion. 40 Wissenschaftler unterzeichneten einen weiteren Protestbrief, der monierte, dass es keinen Notfall gegeben, der die Entfernung der Papageien aus Dominica rechtfertigen würde. Alle diese Vögel seien wild und bereits sicher in menschlichem Management gehalten, und als solche habe es keinen vernünftigen Grund gegeben, diesen Transfer zu beschleunigen oder gegen zahlreiche grundlegende rechtliche Voraussetzungen für diese Aktion zu verstoßen. Sie alle hatten den Hurrikan Maria überlebt. Sie wurden von einem international anerkannten tierärztlichen Assistenzteam behandelt und galten als gesund. Die ACTP reagierte auf die Kritik mit einem Hinweis, dass die Aktion legal und durch die Behörden auf Dominica und in Deutschland genehmigt gewesen sei. Sie veröffentlichte weiterhin tierärztliche Befunde über den schlechten Gesundheitszustand der Amazonen, denen die RSCF widersprach.
Im August 2020 wurde BirdsCaribbean erneut Projektpartner der domenicanischen Regierung, die außerdem die Rückgabe der Amazonen von der ACTP einforderte. In einem Dokument 2023 erschienen Dokument, das unter anderem verschiedene Umweltschutzorganisationen unterzeichneten und das primär an Astrid Schomaker, Direktorin für Strategie bei der Generaldirektion Umwelt der Europäischen Kommission, gerichtet war, waren die Importe der beiden Kaiseramazonen und 10 Blaukopfamazonen auch Thema. Die Ausfuhrgenehmigungen der Tiere seien nicht von der auf der CITES-Website eingetragenen Behörde unterzeichnet wurden. Es wird kritisiert, dass obwohl die Regierung von Dominica die Rückführung aller Vögel und aller Nachkommen, die möglicherweise in Deutschland gezeugt wurden, erbat, nicht ein Vogel übermittelt wurde. Die Unterzeichner des Dokuments forderten die EU dringend auf, zuzustimmen, dass diese nicht in voller Übereinstimmung mit den CITES-Anforderungen beschafft wurden, und empfehlen, sie nach Dominica zurückzuschicken.

## Importe aus Australien
Im Zeitraum von 2015 bis November 2018 importierte die ACTP 232 Vögel, darunter Weißschwanz-Rabenkakadu (Calyptorhynchus latirostris) und Langschnabel-Rabenkakadu (Calyptorhynchus baudinii), Braunkopf-Rabenkakadus (Calyptorhynchus lathami) und Blauscheitelloris (Glossopsitta porphyrocephala) aus Australien. Offizieller Zweck des Importes war die öffentliche Ausstellung der Tiere, wozu des dann die Autorisierung der australischen Behörden und des BfN gab.
Der Export von einheimischen Tieren aus Australien ist seit dem ausgehenden 19. Jahrhundert verboten und nur mit Ausnahmegenehmigungen möglich. Die einzige Ausnahme ist, wenn die Art zu Erhalt, Forschung oder Ausstellung in einen registrierten Zoo geschickt wird. Eine Möglichkeit, die sich etwa beim Langschnabel-Rabenkakadu aus der Cites-Einstufung als Anhang II ergibt, die dieses noch um die Nichtgefährdung der Wildpopulation ergänzt.
Schon vor dem Export gab es Kritik. An der Rechtmäßigkeit der Ausfuhrgenehmigungen bestehen laut einem Bericht in der britischen Tageszeitung The Guardian weiterhin Zweifel, die im Wesentlichen auf zwei Probleme zurückgehen: die Vorstrafen von Martin Guth seien nicht angegeben worden, was verpflichtend gewesen wäre. Und die ACTP sei kein Zoo, sondern eine Privatsammlung. Vom Guardian befragte australische Artenschützer wiesen weiter darauf hin, dass sich unter den Exporten auch australische Arten befanden, die nicht bedroht sind und dass sich weiterhin Mutationsformen darunter befanden. Beides widerspreche dem Zweck einer „Sicherheitspopulation“ und deute auf Handel hin. Die Loris seinen an einen dänischen Privatsammler weitergereicht worden was den Vereinbarungen beim Export nicht entspreche. Von dieser Art gab es nur 2017 und nie zuvor einen legalen Export von Tieren nach Europa, an einen spanischen Zoo. Weiterhin würde die ACTP mit diesen geschützten Arten Handel treiben. Ein Pärchen Braunkopf-Rabenkakadus koste 95.000, zwei Pärchen 180.000 €.
Zwei australische Politiker, Sarah Hanson-Young (Grüne) und Warren Entsch (Liberal National Party of Queensland) protestierten scharf gegen den Export. Die Humane Society International Australia verurteilt am 11. Dezember 2018 den Export durch die ACTP scharf und verlangt eine Verschärfung der Gesetzeslage.
Für die bedrohten Arten die exportiert wurden bestehen erfolgreiche australische Schutzpläne, bei der staatliche Organisationen und NGOs zusammenarbeiten. Nach einem Zuchtbericht hat Martin Guth schon 2006 Erfahrungen mit der Haltung von Rabenkakadus. Eine Quelle des Exportes ist das Priam Psittaculture Centre.
Auch in Australien spendete die ACTP und zwar 200.000 $ für ein Projekt des Westlichen Erdsittich (Pezoporus wallicus flaviventris). Das Projekt erklärte, dass wenn man um die Hintergründe gewusst hätte, man diese Spende nicht angenommen hätte.
Am 3. September 2020 berichtete der Guardian, dass die Umweltministerin Sussan Ley hat eine Überprüfung ihrer eigenen Abteilung über den Export von Hunderten einheimischer und gefährdeter Papageien nach Deutschland über einen Zeitraum von drei Jahren zu in Auftrag gegeben habe, nachdem die Zeitung 2018 bekannt machte, dass die australische Regierung den Export von Hunderten von Vögeln an ACTP gestattet hatte, obwohl Bedenken bestehen, dass sie eher zum Verkauf angeboten, als, wie vom Gesetz intendiert, in einem Zoo gezeigt würden. Die Ministerin, so der Guardian weiter, sei „angewidert von der Vorstellung“, dass Australische Tiere zum Verkauf genutzt worden seien, statt als Botschafter ihrer Art in einem Zoo. Sie wollte „ein für alle mal einen Strich darunter machen“, um das Vertrauen in den Prozess zu stärken. Damit folgt sie dem Vorschlag von Queensland Coalition MP Warren Entsch, der unabhängige Untersuchungen gefordert hatte. „Was ich aus dieser Überprüfung herausholen möchte, ist, dass wir der Transportprozess zwischen Zoos wieder integer gestalten“, sagte Entsch. „Und ich möchte, dass die Beamten, die diesen Prozess erleichtert haben, zur Rechenschaft gezogen werden.“
Im Februar 2021 wurden die Ergebnisse der unabhängigen Prüfung der Vorgänge veröffentlicht. Dabei kam heraus, dass das zuständige Department nach dem ersten Export tatsächlich Einwände gegen den Transport der Tiere in die Obhut des ACTP ignoriert hat. Diesen Einwänden wurde aber nicht nachgegangen, sondern sie wurden aktiv ignoriert: „Nachdem die Vorwürfe in Bezug auf ACTP erhoben wurden, sollten vor der Erteilung der Ausfuhrgenehmigung 3, 4, 5 und 6 weitere Untersuchungen durchgeführt worden sein“, heißt es in dem Bericht. Die Überprüfung ergab, dass KPMG, die diesen Bericht anfertigten, „auf den ersten Blick Beweise dafür erhalten hat, dass Vögel zum Verkauf angeboten werden“. Im Anschluss an die Berichterstattung von Guardian Australia empfahl der Abschlussbericht der Überprüfung der Regierung, die Definitionen für den nicht-kommerziellen Handel zu verschärfen, einschließlich dessen, was als Zoo eingestuft werden kann. Zudem sollen nun auch die beteiligten Personen künftig besser kontrolliert werden. Die Umweltministerin erklärte zudem, dass die zunehmende Beteiligung des organisierten Verbrechens und hochentwickelter internationaler Operationen am Handel mit Wildtieren sowie der steigende Wert der australischen Wildtiere auf den Schwarzmärkten die Notwendigkeit unterstreicht, dass eine „möglichst starke Abschreckung“ vorhanden sei.

## Verbindungen zum Wildtier-Schmuggel
In einem Enthüllungsbericht vom Organized Crime and Corruption Reporting Project wurde ACTP als „einer der besten Kunden“ beschrieben. Dabei lehnte es Martin Guth ab, Reportern ACTPs Vogelsammlung zu zeigen. Er bestätigte, dass er Palmkakadus von Marko Vukovic, ein Alias-Name eines Schmuggler-Bosses, gekauft habe, behauptete jedoch, er sei misstrauisch gegenüber dem Händler, der keinen für EU-Verkäufe erforderlichen Herkunftsnachweis erbracht habe. Guth sagte, er habe sich zur Sicherheit an das Bundesamt für Naturschutz (BfN) gewandt und sie überprüfen lassen, ob in ihren Akten „nichts Belastendes“ über Marko Vukovic sei. Alle anderen Fragen verwies Guth an das BfN. In einer E-Mail teilte das BfN den Reportern mit, dass es Guths Behauptungen nicht überprüfen könne und für den Wildtierhandel innerhalb der EU nicht zuständig sei.
Dass das ACTP ein Kunde war, sieht der Bericht durch österreichische Gerichtsdokumente bestätigt, die von Alex Adamec – eine, wie Ermittlungen herausfanden, nicht existierenden Person, deren Name auf vielen Dokumenten erscheint, die von der österreichischen Polizei ausgegraben wurden (z. B. Kaufverträge, gefälschte Veterinärbescheinigungen) – an einen Dritten gesendet wurden und zitiert daraus. Die Anwälte von ACTP sagten, sie könnten nicht im Detail auf Behauptungen eingehen, dass Guth sich mit der Schmugglergruppe befasst habe. Sie bestätigten, dass Guth den Kauf von Vögeln 2018 mit einer Person namens Marko Vukovic besprochen hatte, sagte jedoch, dass er den Verkauf nie abgeschlossen habe. Sie wiederholten auch seine Aussage, dass er sich an die Behörden gewandt habe, um Vukovics Hintergrund zu überprüfen. Ihr Mandant habe zu diesem Zeitpunkt keine Kenntnis davon gehabt, dass es Hinweise auf fragwürdige oder rechtswidrige Aktivitäten im Zusammenhang mit dieser Person gab oder geben könnte.
Des Weiteren wir ein ACTP-Brutzentrum im niederländischen Wisbroek von einem 2015 wegen illegalem Tierhandel verurteilten Vogelhändler betrieben.

## Herkunft und Verbindungen von Martin Guth
Martin Guth wuchs in der DDR auf, brach eine Tierpflegerlehre ab und ging 1989 in den Westen, wo er ein Jahr lang in einer Tierhandlung arbeitete. 1992 engagierte er sich, damals hauptberuflich Nachtclubbetreiber, für einen seiner Lieferanten als privater Schuldeneintreiber. Als Inkassounternehmer war er nicht lizenziert. Er verschleppte die Schuldner und drohte ihnen u. a. die Finger abzuschneiden. Dies führte im September 1996 zur Verurteilung wegen Geiselnahme, versuchten Betrugs und Erpressung zu fünf Jahren Freiheitsstrafe durch das Landgericht Potsdam. Im Jahr 2009 folgte eine Verurteilung zu 20 Monaten Freiheitsstrafe aufgrund von sieben Erpressungsfällen in den Jahren 1998 und 1999, die er gemäß Urteil während des Freigangs begangen hat. Das Gericht erfasste 2009 die Leitung einer Organisation für gefährdete Papageien als Haupttätigkeit.
Verbindungen zum Abou-Chaker-Clan und Halbwelt in Berlin
Als die Filmbiografie Bushidos Zeiten ändern dich 2010 von Bernd Eichinger produziert wurde, soll laut Bushido eine Summe an Arafat Abou-Chaker fällig gewesen sein, die als Spende an einen Papageienverein deklariert worden sein soll. Abou-Chaker war ein Geschäftspartner von Messer. Martin Guth hatte enge Beziehungen zu dem Clan: Ein Foto soll zeigen, wie Guth und Arafat Abou-Chaker dessen wegen Zuhälterei verurteilten Bruder nach einer Haftstrafe vom Gefängnis abholen. Guth war vor einigen Jahren für Monate mit einem Luxuswagen unterwegs, der auf Arafat Abou-Chaker angemeldet war. Mit einem Auto von Abou-Chaker ging er mit Gästen auf Einkaufstour bei europäischen Papageienzüchtern. Die Berliner Staatsanwaltschaft rechnet Guth zur organisierten Kriminalität. Die Staatsanwaltschaft Frankfurt (Oder) ermittelte 2015 gegen Guth und Abou-Chaker wegen des Verdachts auf Drogenhandel und Geldwäsche. Das Verfahren wurde eingestellt. Um diese Verbindungen in die Unterwelt sowie die Geschäftspraktiken von Guth generell, ging es auch in einer Serie der SZ mit dem Titel „Der Papageienkönig“, in der gefragt wurde: „Geht es Martin Guth um das Überleben dieses Vogels [gemeint ist der Spix-Ara] oder doch eher ums Geschäft?“

### Verbindungen zu Vantara und in damit zusammenhängenden Tierhandel
Laut SZ-Berichterstattung aus dem Jahr 2025 soll Guth mehrfach angegeben haben, Verbindungen zum indischen Projekt Vantara gehabt zu haben und in deren Namen zu sprechen. Vantara hingegen stellt klar, man habe nur mit ihm in seiner Funktion als ACTP-Vorsitzender zu tun gehabt. Die Institution darf sich an solchen kommerziellen Geschäften gar nicht beteiligen. Guth bestreitet die Vorwürfe über seine Anwältin ebenfalls. Offiziell sind Vantara und Guth nur über die Spix-Aras verbunden, allerdings endete die Zusammenarbeit mit der brasilianischen Behörde und ACTP im Jahr 2024. Die SZ veröffentlichte Auszüge aus Chats, in denen Guth auf eine Angebotsliste eines Tierhändlers hin mit Bezug auf seine "indischen Freunde" erklärte, "fast alles" nehmen zu wollen. Besonderes Interesse habe Guth, laut SZ, beim Händler "an der Beschaffung von Menschenaffen, etwa Schimpansen, Orang-Utans und Gorillas" bekundet. Dazu sollten die Tiere aus Rescue Centern gegen Spenden gekauft werden. Ebenso informierte Guth sich über Kauf und Haltung vom selten gehaltenen Hammerkopf (Flughund) und besonders großen Aldabra-Riesenschildkröten. Im Artikel wurde von den Journalisten erklärt: "Die SZ hat die Chatnachrichten überprüft und keinen Zweifel daran, dass sie echt sind."